# Neonegeta purpurea
Neonegeta purpurea är en fjärilsart som beskrevs av George Francis Hampson 1912. Neonegeta purpurea ingår i släktet Neonegeta och familjen trågspinnare. Inga underarter finns listade i Catalogue of Life.